# منتخب مدغشقر لكرة القدم للسيدات
منتخب مدغشقر لكرة القدم للسيدات (بالفرنسية: Équipe de Madagascar féminine de football)‏ هو ممثل مدغشقر الرسمي في المنافسات الدولية في كرة القدم للسيدات، يديريه اتحاد مدغشقر لكرة القدم.